# Мара Гидия
Мара Гидия е най-високият връх в Етрополския дял на Стара планина. Намира се на територията на община Етрополе, Софийска област.
Надморската му височина е 1789,8 метра. Пункт е от Ком-Емине. От върха се разкрива гледка към рудник „Елаците“ и към централното старопланинско било от Врачански балкан до връх Вежен
На няколко километра западно от връх Мара Гидия, в землището на село Буново, се намира хижа „Чавдар“ – един от Стоте национални туристически обекта.